# Румянцево (городской округ Мытищи)
Румянцево — деревня в городском округе Мытищи Московской области России. Население — 60 чел. (2010).

## География
Расположена на севере Московской области, в северной части Мытищинского района, примерно в 21 км к северу от центра города Мытищи и 20 км от Московской кольцевой автодороги, на берегу Пестовского водохранилища системы канала имени Москвы.
В деревне 23 улицы, 20 переулков, 6 проездов, 2 проспекта, приписано 1 садоводческое товарищество. Ближайшие населённые пункты — деревни Долгиниха, Подольниха и посёлок Николо-Прозорово.

## Население
| 1852 | 1859 | 1890 | 1899 | 1926 | 2002 | 2010 |
| ---- | ---- | ---- | ---- | ---- | ---- | ---- |
| 165  | ↘162 | ↗177 | ↗240 | ↘220 | ↘19  | ↗60  |

## История
В середине XIX века деревня относилась ко 2-му стану Московского уезда Московской губернии и принадлежала княгине Трубецкой, в деревне было 16 дворов, крестьян 78 душ мужского пола и 87 душ женского.
В «Списке населённых мест» 1862 года — владельческая деревня Московского уезда по левую сторону Ольшанского тракта (между Ярославским шоссе и Дмитровским трактом), в 30 верстах от губернского города и 18 верстах от становой квартиры, при речке Чёрной, с 17 дворами и 162 жителями (80 мужчин, 82 женщины).
По данным на 1899 год — деревня Марфинской волости Московского уезда с 240 жителями.
В 1913 году — 38 дворов и земское училище.
По материалам Всесоюзной переписи населения 1926 года — центр Румянцевского сельсовета Трудовой волости Московского уезда в 6 км от Марфинского шоссе и 10,5 км от станции Катуар Савёловской железной дороги, проживало 220 жителей (111 мужчин, 109 женщин), насчитывалось 44 хозяйства, из которых 43 крестьянских, имелась школа 1-й ступени.
С 1929 года — населённый пункт в составе Коммунистического района Московского округа Московской области. Постановлением ЦИК и СНК от 23 июля 1930 года округа как административно-территориальные единицы были ликвидированы.
1929—1935 гг. — центр Румянцевского сельсовета Коммунистического района.
1935—1939 гг. — центр Румянцевского сельсовета Дмитровского района.
1939—1951 гг. — центр Румянцевского сельсовета Краснополянского района.
1951—1954 гг. — деревня Черновского сельсовета Краснополянского района.
1954—1959 гг. — деревня Сухаревского сельсовета Краснополянского района.
1959—1960 гг. — деревня Сухаревского сельсовета Химкинского района.
1960—1963, 1965—1994 гг. — деревня Сухаревского сельсовета Мытищинского района.
1963—1965 гг. — деревня Сухаревского сельсовета Мытищинского укрупнённого сельского района.
1994—2006 гг. — деревня Сухаревского сельского округа Мытищинского района.
2006—2015 гг. — деревня сельского поселения Федоскинское Мытищинского района.